# Ecuador a 2024. évi nyári olimpiai játékokon
Ecuador a franciaországi Párizsban megrendezett 2024. évi nyári olimpiai játékok egyik részt vevő nemzete volt. Az országot az olimpián 12 sportágban 40 sportoló képviselte, akik összesen 5 érmet szereztek.

## Érmesek
| Érem  | Versenyző                    | Sportág    | Versenyszám             |
| ----- | ---------------------------- | ---------- | ----------------------- |
| Arany | Brian Pintado                | Atlétika   | Férfi 20 km gyaloglás   |
| Ezüst | Glenda Morejón Brian Pintado | Atlétika   | Vegyes csapat gyaloglás |
| Ezüst | Lucía Yépez                  | Birkózás   | Női szabadfogás, 53 kg  |
| Bronz | Angie Palacios               | Súlyemelés | Női 71 kg               |
| Bronz | Neisi Dajomes                | Súlyemelés | Női 81 kg               |

## Asztalitenisz
Férfi
| Versenyző    | Versenyszám | Selejtező         | 64-es főtábla                                             | 32-es főtábla                              | Nyolcaddöntő      | Negyeddöntő       | Elődöntő          | Döntő             | Helyezés |
| Versenyző    | Versenyszám | Ellenfél Eredmény | Ellenfél Eredmény                                         | Ellenfél Eredmény                          | Ellenfél Eredmény | Ellenfél Eredmény | Ellenfél Eredmény | Ellenfél Eredmény | Helyezés |
| ------------ | ----------- | ----------------- | --------------------------------------------------------- | ------------------------------------------ | ----------------- | ----------------- | ----------------- | ----------------- | -------- |
| Alberto Miño | Egyes       | erőnyerő          | Finn Luu (AUS) · 9–11, 9–11, 9–11, 11–9, 11–7, 11–4, 11–8 | Omar Assar (EGY) · 5–11, 11–13, 3–11, 2–11 | kiesett           | kiesett           | kiesett           | kiesett           | 17.      |

## Atlétika
Férfi
| Versenyző     | Versenyszám     | Döntő   | Döntő    |
| Versenyző     | Versenyszám     | Idő     | Helyezés |
| ------------- | --------------- | ------- | -------- |
| David Hurtado | 20 km gyaloglás | 1:20:30 | 15.      |
| Jordy Jiménez | 20 km gyaloglás | 1:21:44 | 25.      |
| Brian Pintado | 20 km gyaloglás | 1:18:55 |          |

| Versenyző         | Versenyszám   | Selejtező | Selejtező | Döntő    | Döntő    |
| Versenyző         | Versenyszám   | Eredmény  | Helyezés  | Eredmény | Helyezés |
| ----------------- | ------------- | --------- | --------- | -------- | -------- |
| Juan José Caicedo | Diszkoszvetés | 60,99 m   | 25.       | kiesett  | kiesett  |

Női
| Versenyző           | Versenyszám     | Selejtező | Selejtező | Selejtező | Előfutam | Előfutam | Előfutam | Vigaszág | Vigaszág | Vigaszág | Elődöntő | Elődöntő | Elődöntő | Döntő   | Döntő    |
| Versenyző           | Versenyszám     | Idő       | Hely.     | Össz.     | Idő      | Hely.    | Össz.    | Idő      | Hely.    | Össz.    | Idő      | Hely.    | Össz.    | Idő     | Helyezés |
| ------------------- | --------------- | --------- | --------- | --------- | -------- | -------- | -------- | -------- | -------- | -------- | -------- | -------- | -------- | ------- | -------- |
| Ángela Tenorio      | 100 m           | kiemelt   | kiemelt   | kiemelt   | 11,35    | 6.       | 40.      |          |          |          | kiesett  | kiesett  | kiesett  | kiesett | kiesett  |
| Aimara Nazareno     | 200 m           |           |           |           | 23,52    | 7.       | 42.      | 23,35    | 5.       | 33.      | kiesett  | kiesett  | kiesett  | kiesett | kiesett  |
| Anahí Suárez        | 200 m           |           |           |           | 23,33    | 5.       | 34.      | 23,54    | 5.       | 40.      | kiesett  | kiesett  | kiesett  | kiesett | kiesett  |
| Nicole Caicedo      | 200 m           |           |           |           | 23,18    | 4.       | 29.      | 23,04    | 3.       | 26.      | kiesett  | kiesett  | kiesett  | kiesett | kiesett  |
| Nicole Caicedo      | 400 m           |           |           |           | kizárták | kizárták | kizárták | kiesett  | kiesett  | kiesett  | kiesett  | kiesett  | kiesett  | kiesett | kiesett  |
| Maribel Caicedo     | 100 m gát       |           |           |           | 13,05    | 8.       | 31.      | 12,83    | 2.       | 3.       | 12,67    | 4.       | 13.      | kiesett | kiesett  |
| Rosa Chacha         | Maraton         |           |           |           |          |          |          |          |          |          |          |          |          | 2:42:14 | 73.      |
| Mary Granja         | Maraton         |           |           |           |          |          |          |          |          |          |          |          |          | 2:34:34 | 53.      |
| Silvia Ortiz        | Maraton         |           |           |           |          |          |          |          |          |          |          |          |          | 2:37:23 | 61.      |
| Magaly Bonilla      | 20 km gyaloglás |           |           |           |          |          |          |          |          |          |          |          |          | 1:30:33 | 19.      |
| Glenda Morejón      | 20 km gyaloglás |           |           |           |          |          |          |          |          |          |          |          |          | 1:27:37 | 6.       |
| Paula Milena Torres | 20 km gyaloglás |           |           |           |          |          |          |          |          |          |          |          |          | 1:28:48 | 9.       |

Vegyes
| Versenyző                    | Versenyszám              | Döntő   | Döntő    |
| Versenyző                    | Versenyszám              | Idő     | Helyezés |
| ---------------------------- | ------------------------ | ------- | -------- |
| Brian Pintado Glenda Morejón | Maratoni gyaloglás váltó | 2:51:22 |          |

## Birkózás
Férfi
Kötöttfogású
| Versenyző      | Versenyszám | Nyolcaddöntő                  | Negyeddöntő       | Elődöntő          | Vigaszág elődöntő | Bronz- mérkőzés   | Döntő             | Helyezés |
| Versenyző      | Versenyszám | Ellenfél Eredmény             | Ellenfél Eredmény | Ellenfél Eredmény | Ellenfél Eredmény | Ellenfél Eredmény | Ellenfél Eredmény | Helyezés |
| -------------- | ----------- | ----------------------------- | ----------------- | ----------------- | ----------------- | ----------------- | ----------------- | -------- |
| Andrés Montaño | 67 kg       | Szlavik Galsztjan (ARM) · 2–3 | kiesett           | kiesett           | kiesett           | kiesett           | kiesett           | 9.       |

Női
Szabadfogású
| Versenyző      | Versenyszám | Nyolcaddöntő                               | Negyeddöntő                            | Elődöntő                   | Vigaszág elődöntő          | Bronz- mérkőzés              | Döntő                         | Helyezés |
| Versenyző      | Versenyszám | Ellenfél Eredmény                          | Ellenfél Eredmény                      | Ellenfél Eredmény          | Ellenfél Eredmény          | Ellenfél Eredmény            | Ellenfél Eredmény             | Helyezés |
| -------------- | ----------- | ------------------------------------------ | -------------------------------------- | -------------------------- | -------------------------- | ---------------------------- | ----------------------------- | -------- |
| Lucía Yépez    | 53 kg       | Cshö Hjogjong (Choe Hyo-gyong) (PRK) · 7–4 | Andreea Ana (ROU) · kétvállas 7–0      | Annika Wendle (GER) · 10–0 |                            |                              | Fudzsinami Akari (JPN) · 0–10 |          |
| Luisa Valverde | 57 kg       | Aurora Russo (ITA) · kétvállas 6–0         | Szakurai Cugumi (JPN) · 0–11 kétvállas |                            | Hannah Taylor (CAN) · 0–13 | kiesett                      | kiesett                       | 7.       |
| Génesis Reasco | 76 kg       | Kagami Júka (JPN) · 0–2                    |                                        |                            | Yasemin Adar (TUR) · 3–1   | Tatiana Rentería (COL) · 1–2 |                               | 5.       |

## Cselgáncs
Női
| Versenyző     | Versenyszám  | 32-es főtábla                            | Nyolcaddöntő      | Negyeddöntő       | Elődöntő          | Vigaszág elődöntő | Bronz- mérkőzés   | Döntő             | Helyezés |
| Versenyző     | Versenyszám  | Ellenfél Eredmény                        | Ellenfél Eredmény | Ellenfél Eredmény | Ellenfél Eredmény | Ellenfél Eredmény | Ellenfél Eredmény | Ellenfél Eredmény | Helyezés |
| ------------- | ------------ | ---------------------------------------- | ----------------- | ----------------- | ----------------- | ----------------- | ----------------- | ----------------- | -------- |
| Vanessa Chalá | Félnehézsúly | Otgonbayaryn Khüslen (MGL) · 00(1)–01(0) | kiesett           | kiesett           | kiesett           | kiesett           | kiesett           | kiesett           | 17.      |

## Kerékpározás

### BMX
Pálya
| Versenyző     | Versenyszám | Negyeddöntő | Negyeddöntő | Vigaszág | Vigaszág | Elődöntő | Elődöntő | Döntő   | Döntő    | Helyezés |
| Versenyző     | Versenyszám | Pont        | Helyezés    | Idő      | Helyezés | Pont     | Helyezés | Idő     | Helyezés | Helyezés |
| ------------- | ----------- | ----------- | ----------- | -------- | -------- | -------- | -------- | ------- | -------- | -------- |
| Alfredo Campo | Férfi       | 8           | 7.          | erőnyerő | erőnyerő | 19       | 13.      | kiesett | kiesett  | 13.      |

### Országúti kerékpározás
Férfi
| Versenyző        | Versenyszám   | Idő             | Helyezés |
| ---------------- | ------------- | --------------- | -------- |
| Jhonatan Narváez | Mezőnyverseny | 6:26:57 (+7:23) | 45.      |

## Lovaglás
Díjlovaglás
| Versenyző          | Ló                 | Versenyszám | Selejtező | Selejtező | Selejtező | Döntő   | Döntő   | Végeredmény | Végeredmény |
| Versenyző          | Ló                 | Versenyszám | Csop.     | Pont      | Hely.     | Pont    | Hely.   | Pont        | Helyezés    |
| ------------------ | ------------------ | ----------- | --------- | --------- | --------- | ------- | ------- | ----------- | ----------- |
| Julio Mendoza Loor | Jewel's Goldstrike | Egyéni      | E         | 70,839    | 5.        | kiesett | kiesett | 70,839      | 27.         |

Lovastusa
| Versenyző         | Ló                        | Versenyszám | Díjlovaglás | Díjlovaglás | Tereplovaglás | Tereplovaglás | Tereplovaglás | Díjugratás | Díjugratás  | Díjugratás | Díjugratás | Végeredmény | Végeredmény |
| Versenyző         | Ló                        | Versenyszám | Díjlovaglás | Díjlovaglás | Tereplovaglás | Tereplovaglás | Tereplovaglás | Selejtező  | Selejtező   | Selejtező  | Döntő      | Végeredmény | Végeredmény |
| Versenyző         | Ló                        | Versenyszám | Bünt.       | Hely.       | Bünt.         | Bünt. össz.   | Hely.         | Bünt.      | Bünt. össz. | Hely.      | Bünt.      | Bünt.       | Helyezés    |
| ----------------- | ------------------------- | ----------- | ----------- | ----------- | ------------- | ------------- | ------------- | ---------- | ----------- | ---------- | ---------- | ----------- | ----------- |
| Nicolas Wettstein | Altier D'Aurois           | Egyéni      | 42,30       | 60.         | 65,40         | 107,70        | 55.           | 50,80      | 158,50      | 51.        | kiesett    | 158,50      | 51.         |
| Ronald Zabala     | Forever Young Wundermaske | Egyéni      | 37,70       | =51.        | visszalépett  | visszalépett  | visszalépett  | kiesett    | kiesett     | kiesett    | kiesett    | kiesett     | kiesett     |

## Ökölvívás
Férfi
| Versenyző              | Versenyszám     | Selejtező         | Nyolcaddöntő               | Negyeddöntő                              | Elődöntő          | Döntő             | Helyezés |
| Versenyző              | Versenyszám     | Ellenfél Eredmény | Ellenfél Eredmény          | Ellenfél Eredmény                        | Ellenfél Eredmény | Ellenfél Eredmény | Helyezés |
| ---------------------- | --------------- | ----------------- | -------------------------- | ---------------------------------------- | ----------------- | ----------------- | -------- |
| José Rodríguez Tenorio | Váltósúly       | erőnyerő          | Nishant Dev (IND) · 2–3    | kiesett                                  | kiesett           | kiesett           | 9.       |
| Gerlon Congo           | Szupernehézsúly |                   | Abner Teixeira (BRA) · 3–2 | Djamili-Dini Aboudou Moindze (FRA) · 1–4 | kiesett           | kiesett           | 5.       |

Női
| Versenyző           | Versenyszám | Selejtező                    | Nyolcaddöntő              | Negyeddöntő            | Elődöntő          | Döntő             | Helyezés |
| Versenyző           | Versenyszám | Ellenfél Eredmény            | Ellenfél Eredmény         | Ellenfél Eredmény      | Ellenfél Eredmény | Ellenfél Eredmény | Helyezés |
| ------------------- | ----------- | ---------------------------- | ------------------------- | ---------------------- | ----------------- | ----------------- | -------- |
| María José Palacios | Könnyűsúly  | Agnes Alexiusson (SWE) · 4–1 | Tyla McDonald (AUS) · 5–0 | Wu Shih-yi (TPE) · 1–4 | kiesett           | kiesett           | 5.       |

## Öttusa
| Versenyző     | Versenyszám | Vívás (V) | Vívás (V) | Selejtező | Selejtező | Selejtező | Selejtező | Selejtező | Selejtező        | Selejtező        | Selejtező        | Selejtező | Selejtező | Selejtező | Selejtező      | Selejtező      | Selejtező      | Selejtező      | Selejtező   | Selejtező |
| Versenyző     | Versenyszám | Vívás (V) | Vívás (V) | Csoport   | Lovaglás  | Lovaglás  | Lovaglás  | Lovaglás  | Bónusz vívás (B) | Bónusz vívás (B) | Bónusz vívás (B) | Úszás     | Úszás     | Úszás     | Futás/Lövészet | Futás/Lövészet | Futás/Lövészet | Futás/Lövészet | Összesen    | Összesen  |
| Versenyző     | Versenyszám | Eredmény  | Pont      | Csoport   | Idő       | Hibapont  | Pont      | Hely.     | Eredmény         | Pont             | V+B Hely.        | Idő       | Pont      | Hely.     | Lövőhiba       | Idő            | Pont           | Hely.          | Összes pont | Helyezés  |
| ------------- | ----------- | --------- | --------- | --------- | --------- | --------- | --------- | --------- | ---------------- | ---------------- | ---------------- | --------- | --------- | --------- | -------------- | -------------- | -------------- | -------------- | ----------- | --------- |
| Andrés Torres | Férfi       | 16–19     | 205       | A         | 54,63     | 17        | 283       | 15.       | 1–1              | 2                | 11.              | 1:59,70   | 311       | 3.        | 31             | 11:29,63       | 611            | 18.            | 1412        | 17.       |
| Sol Naranjo   | Női         | 13–22     | 190       | B         | 56,68     | 7         | 293       | 13.       | 0–1              | 0                | 18.              | 2:38,78   | 233       | 18.       | 12             | 12:24,75       | 556            | 15.            | 1272        | 17.       |
| Versenyző     | Versenyszám | Vívás (V) | Vívás (V) | Döntő     | Döntő     | Döntő     | Döntő     | Döntő     | Döntő            | Döntő            | Döntő            | Döntő     | Döntő     | Döntő     | Döntő          | Döntő          | Döntő          | Döntő          | Döntő       | Döntő     |
| Versenyző     | Versenyszám | Vívás (V) | Vívás (V) | Csoport   | Lovaglás  | Lovaglás  | Lovaglás  | Lovaglás  | Bónusz vívás (B) | Bónusz vívás (B) | Bónusz vívás (B) | Úszás     | Úszás     | Úszás     | Futás/Lövészet | Futás/Lövészet | Futás/Lövészet | Futás/Lövészet | Összesen    | Összesen  |
| Versenyző     | Versenyszám | Eredmény  | Pont      | Csoport   | Idő       | Hibapont  | Pont      | Hely.     | Eredmény         | Pont             | V+B Hely.        | Idő       | Pont      | Hely.     | Lövőhiba       | Idő            | Pont           | Hely.          | Összes pont | Helyezés  |
| Andrés Torres | Férfi       | 16–19     | 205       |           | kiesett   | kiesett   | kiesett   | kiesett   | kiesett          | kiesett          | kiesett          | kiesett   | kiesett   | kiesett   | kiesett        | kiesett        | kiesett        | kiesett        | 1412        | 33.       |
| Sol Naranjo   | Női         | 13–22     | 190       |           | kiesett   | kiesett   | kiesett   | kiesett   | kiesett          | kiesett          | kiesett          | kiesett   | kiesett   | kiesett   | kiesett        | kiesett        | kiesett        | kiesett        | 1272        | 33.       |

## Sportlövészet
Női
| Versenyző         | Versenyszám   | Selejtező | Selejtező | Döntő   | Döntő    |
| Versenyző         | Versenyszám   | Pont      | Helyezés  | Pont    | Helyezés |
| ----------------- | ------------- | --------- | --------- | ------- | -------- |
| Diana Durango     | Légpisztoly   | 558       | 41.       | kiesett | kiesett  |
| Diana Durango     | Sportpisztoly | 581       | 15.       | kiesett | kiesett  |
| Andrea Pérez Peña | Sportpisztoly | 583       | 10.       | kiesett | kiesett  |
| Andrea Pérez Peña | Légpisztoly   | 569       | 26.       | kiesett | kiesett  |

## Súlyemelés
Női
| Versenyző      | Versenyszám | Szakítás | Szakítás | Lökés    | Lökés    | Összesen | Helyezés |
| Versenyző      | Versenyszám | Eredmény | Helyezés | Eredmény | Helyezés | Összesen | Helyezés |
| -------------- | ----------- | -------- | -------- | -------- | -------- | -------- | -------- |
| Angie Palacios | 71 kg       | 116      | 2.       | 140      | 3.       | 256      |          |
| Neisi Dajomes  | 81 kg       | 122      | 1.       | 145      | =3.      | 267      |          |
| Lisseth Ayoví  | +81 kg      | 123      | 4.       | 160      | 4.       | 283      | 4.       |

## Triatlon
Egyéni
| Versenyző       | Versenyszám | 1,5 km úszás | Depózás 1 | 40 km kerékpározás | Depózás 2 | 10 km futás | Összesítés | Összesítés |
| Versenyző       | Versenyszám | Idő          | Idő       | Idő                | Idő       | Idő         | Idő        | Helyezés   |
| --------------- | ----------- | ------------ | --------- | ------------------ | --------- | ----------- | ---------- | ---------- |
| Elizabeth Bravo | Női         | 24:06        | 0:57      | 1:00:38            | 0:30      | 35:38       | 2:01:49    | 34.        |

## Úszás
Férfi
| Versenyző       | Versenyszám      | Előfutam | Előfutam | Előfutam | Elődöntő | Elődöntő | Elődöntő | Döntő     | Döntő    |
| Versenyző       | Versenyszám      | Idő      | Hely.    | Össz.    | Idő      | Hely.    | Össz.    | Idő       | Helyezés |
| --------------- | ---------------- | -------- | -------- | -------- | -------- | -------- | -------- | --------- | -------- |
| Tomas Peribonio | 200 m vegyes     | 2:03,40  | 7.       | 19.      | kiesett  | kiesett  | kiesett  | kiesett   | kiesett  |
| David Farinango | 10 km nyílt vízi |          |          |          |          |          |          | 1:57:08,6 | 17.      |

Női
| Versenyző      | Versenyszám | Előfutam | Előfutam | Előfutam | Elődöntő | Elődöntő | Elődöntő | Döntő   | Döntő    |
| Versenyző      | Versenyszám | Idő      | Hely.    | Össz.    | Idő      | Hely.    | Össz.    | Idő     | Helyezés |
| -------------- | ----------- | -------- | -------- | -------- | -------- | -------- | -------- | ------- | -------- |
| Anicka Delgado | 50 m gyors  | 25,43    | 2.       | 26.      | kiesett  | kiesett  | kiesett  | kiesett | kiesett  |